# 디 머리
디 머리(영어: Dee Murray, 1946년 4월 3일 ~ 1992년 1월 15일)는 영국의 베이시스트이다.
1970년부터 1984년까지 엘튼 존 밴드에서 베이스 기타와 코러스를 맡았으며, 1988년작 《Reg Strikes Back》에서 코러스에 참여했다.
1980년대 중반부터 흑색종이 발병하는 등 건강이 좋지 않았고, 1992년 뇌졸중으로 투병하다가 세상을 떠났다.